# Izbično
Izbično (en cyrillique : Избично) est un village de Bosnie-Herzégovine. Il est situé sur le territoire de la Ville de Široki Brijeg, dans le canton de l'Herzégovine de l'Ouest et dans la fédération de Bosnie-et-Herzégovine. Selon les premiers résultats du recensement bosnien de 2013, il compte 210 habitants.

## Démographie

### Évolution historique de la population dans la localité
| 1948 | 1953 | 1961 | 1971 | 1981 | 1991 | 2013 |
| ---- | ---- | ---- | ---- | ---- | ---- | ---- |
| -    | -    | 434  | 440  | 360  | 315  | 210  |

|  |

### Communauté locale
En 1991, la communauté locale d'Izbično comptait 845 habitants, dont 842 Croates (99,64 %).